# Pierre Belon

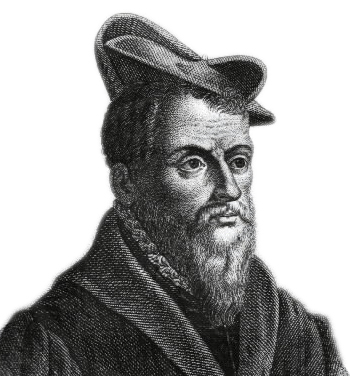
Een veel vaker gebruikte afbeelding van Belon, gegraveerd door Ambroise Tardieu (1788–1841), met bovenstaande afbeelding als voorbeeld

Pierre Belon (Soulletière of Soultière, Cérans-Foulletourte, 1517 – Parijs, april 1564 of 1565), gelatiniseerd als Petrus Bellonius, vaak aangevuld met Cenomanus, wat wil zeggen "van Le Mans", was een Frans apotheker, arts, natuuronderzoeker, reiziger en auteur. Zoals veel wetenschappelijke auteurs in de renaissance bestudeerde hij en schreef hij over een reeks van onderwerpen, waaronder ichtyologie, ornithologie, botanie, archeologie en volkenkunde. Hij schreef een van de eerste geïllustreerde verhandelingen over de vissen van Frankrijk.
Opmerkelijk is dat Belon in zijn werken over planten en dieren nogal wat binomiale namen (avant la lettre) gebruikte, zoals "Sorbus torminalis", "Smilax aspera", "Smilax laevis" en "Papaver corniculatum". Volgens Louis Crié was hij de eerste die dat deed. Een fors aantal van die namen is later door Linnaeus overgenomen. Voorbeelden zijn: Berberis vulgaris, Cyperus longus, Cyperus rotundus, Genista hispanica, Morus alba, Morus nigra, Papaver rhoeas, Sorbus aucuparia, Tribulus terrestris en Veratrum nigrum.

## Leven
Over Belons afkomst is vrijwel niets bekend. Hij bracht naar eigen zeggen een deel van zijn jeugd door in Bretagne, waarschijnlijk in de buurt van Pontivy, waar hij zich in 1532 nog bevond. Daarna kwam Belon waarschijnlijk als apothekersleerling in dienst bij René des Prez, net als hij geboren in Foulletourte, maar inmiddels apotheker van Guillaume Duprat, bisschop van Clermont (Auvergne). Ergens tussen 1535 en 1538 trad hij in dienst van René du Bellay, bisschop van Le Mans, voor wie hij zich onder meer bezighield met de tuin van het landhuis van Touvoie, het bisschoppelijk paleis, vlak bij Savigné-l'Évêque, en "een enorme kwekerij van exotische bomen en struiken", een van de eerste botanische tuinen in Frankrijk. Onder het patronaat van Bellay kon hij van 1541 tot 1542 in Wittenberg geneeskunde en botanie studeren bij Valerius Cordus, die hij bovendien vergezelde op een lange excursie door het Heilige Roomse Rijk, waarbij ze Saksen, Bohemen, Tirol en Pommeren aandeden. Belon moet na zijn excursie met Cordus nog naar Engeland zijn gereisd.

### In dienst van François de Tournon
In de nazomer van 1542 ging hij naar Parijs om de studie geneeskunde voort te zetten. Daar maakte hij, op aanbeveling van Duprat of van Du Bellay, kennis met kardinaal François de Tournon, de latere aartsbisschop van Lyon maar op dat moment nog aartsbisschop van Auch, en een vrijgevig mecenas van leergierige mannen. Hij kwam bij hem in dienst als apotheker. De Tournon had echter meer behoefte aan diplomatieke informatie dan aan medische zorg. In juli 1542 was de oorlog tussen Frans I en Karel V opgelaaid. De koning probeerde via zijn bondgenoot, de hertog van Kleef, de Duitsers bij de strijd te betrekken, maar die waren aanvankelijk terughoudend. Belon, een polyglot die bovendien vrienden had aan de lutherse universiteiten, kon De Tournon waardevolle diensten bewijzen, en het was niet ongebruikelijk dat hooggeplaatsten hun bekenden inzetten in dienst van de koning.

### Eerste reis
Belon vertrok dus eind 1542 naar Zwitserland en Duitsland. In Genève belandde hij daarbij zes maanden in de gevangenis, naar eigen zeggen vanwege een religieus conflict, volgens zijn biograaf Delaunay, op basis van Belons dagboekaantekeningen, omdat hij daar nogal koppig en weinig diplomatiek mee omging. Na zijn vrijlating vervolgde hij zijn reis naar Luxemburg, dat toen net (1 september 1543) door Karel II van Orléans op Karel V veroverd was, en waar hij enkele belemnieten verzamelde.
In Luxemburg ontving hij eind 1543 of begin 1544 nieuws over zijn voormalige leermeester Valerius Cordus, die sinds 1543 een botanische reis door Zwitserland en Italië maakte, en Belon besloot zich bij hem te voegen. Onderweg naar Cordus doorkruiste hij daarbij voor het eerst de Provence en Orange, vanwaar hij verder trok naar Nice. Hij ontmoette Cordus waarschijnlijk in de buurt van Livorno, waar ze samen de jeneverbes Juniperus phoenicea verzamelden. Het weerzien was niet van lange duur. Cordus reisde via Siena naar Rome, waar hij op 25 september 1544, uitgeput, nog geen 30 jaar oud, overleed. Belon legde in zekere zin Cordus' reis in tegenovergestelde richting af. In Padua bezocht hij het park van kardinaal Pietro Bembo. Aan de Adriatische kust bezocht hij een zekere Jehan de Rochefort, arts en filosoof, die hem een bijzondere kleine "vis" uit de Zee van Marmara liet zien. De kleine "vis" betrof in werkelijkheid een Argonauta argo, een inktvis, die door Belon naderhand als "Nautilus" werd beschreven.
Belon verkende zeker eens het Comomeer, het Gardameer, het Lago Maggiore en het Meer van Lugano, en bestudeerde de naaldflora van de passen van Montgenèvre en de Mont Cenis. Hij deed er nadien uitgebreid verslag van. Omdat zijn werk echter niet chronologisch van aard is, weten we niet of dat in 1544–1545 was, of tijdens de twee reizen die nog volgden. Bij terugkomst van zijn reis keerde Belon terug in dienst van De Tournon. Het waren tijden waarin veel nieuwe dingen uit het buitenland kwamen. Pierre de Piton had uit Fez kamelen, struisvogels, een luipaard en een leeuw mee naar Frankrijk gebracht. Na de Vrede van Cambrai was Jacques Cartier uitgezonden naar de nieuwe wereld, en had van Labrador twee indianen meegebracht. Van zijn volgende reis daarheen bracht hij zaden van de levensboom mee terug, die daarna in Fontainebleau werd geteeld. Uit Brazilië werd kostbaar hout ingevoerd. En bisschop Guillaume Pellicier II bracht in het geheim zeldzame oude manuscripten uit Venetië naar Frankrijk.

### Reis naar de Levant
Belon had het plan opgevat om een vertaling te maken van De materia medica van Dioscorides, en daarnaast ook een van De historia plantarum van Theophrastus. Als gevolg van de summiere beschrijvingen die beide auteurs van de planten gaven, was het vaak niet eenvoudig te achterhalen welke soort ze precies met welke naam bedoelden. Een bezoek aan de regio waar de planten beschreven waren, en waar de lokale namen misschien nog in omloop waren, zou uitkomst kunnen bieden. Die mogelijkheid diende zich aan na de Vrede van Crépy in 1544. Bij die overeenkomst had Frans I verraad gepleegd aan het adres van zijn bondgenoot, sultan Süleyman I van het Ottomaanse Rijk. Er was veel diplomatie nodig om de relatie te herstellen. François de Tournon bedacht daarop iets nieuws. Om de afvaardiging meer cachet te geven, maakte hij er niet alleen een politieke, maar ook een cultureelwetenschappelijke missie van. Met ambassadeur D'Aramont werden daarom twee wetenschappelijk attachés meegezonden. De ene was Pierre Gilles, de andere Belon.

#### Via Venetië en Kreta naar Constantinopel

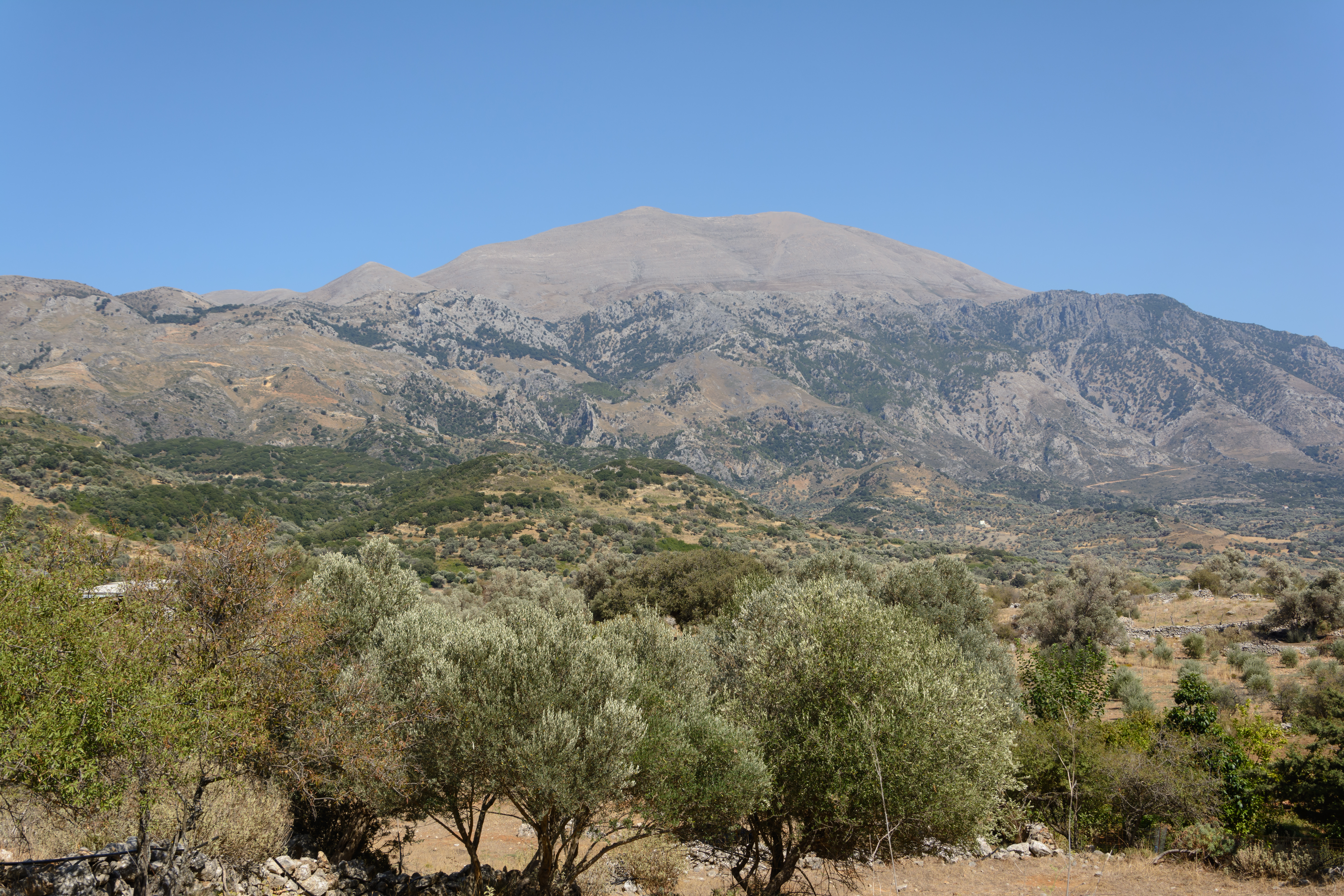
De berg Ida op Kreta

Eind december 1546 vertrokken D'Aramont, Gilles en Belon voor een reis naar Constantinopel. Uit voorzichtigheid reisden ze via Zwitserland, en via Genève, Luzern, Chur, Lonato en Padua bereikten ze op 9 februari 1547 Venetië. D'Aramont charterde daar drie schepen, en op 20 of 24 februari voeren ze via de Kroatische kust naar Ragusa, waar ze vijf dagen bleven. Belon maakte van de gelegenheid gebruik voor een bezoek aan de kust en de eilanden. Hij verzamelde op het strand Ephedra. Op 13 maart zette D'Aramont de reis voort over land. Belon ging zonder hem verder om de kust te verkennen. In maart 1547 was hij op Korfoe. Via Zakynthos en Kythira reisde hij naar Kreta. Daar beklom hij de berg Ida. En hij was er bij de oogst van de laudanum. Hij zag er vissen die al op het menu van de romeinse keizers stonden, en die door de vissers 'Scarus' werden genoemd. Als gevolg van een overval door piraten bleef hij langer dan gepland op het eiland, maar uiteindelijk vertrok hij naar Constantinopel, waar hij, na een tussenstop in Euboea, eind april aankwam.
Terwijl Belon zijn studiereis deed, reisde D'Aramont over land naar Adrianopel, waar hij op 6 april aankwam. Op de 12e werd hij door Süleyman ontvangen. Op 31 maart was inmiddels Frans I overleden. Dat nieuws bereikte Turkije op 8 mei via de speciale afgezant van Hendrik II, baron François de Fumel. Süleyman ging daarna niet in op de Franse verzoeken om Karel V aan te vallen, en keerde terug naar Constantinopel. D'Aramont volgde hem, en kwam er aan op 14 mei.

#### Eerste verblijf in Constantinopel
In Constantinopel zag Belon, op een plek die hij aangeeft als tussen het Hippodroom en de Sainte-Sophie, een collectie exotische dieren: lynxen, tijgers, leeuwen, luipaarden, beren en wolven. In het paleis van Constantijn de Grote zag hij olifanten en een nijlpaard. En verder kweet hij zich van zijn taak om informatie in te winnen over allerhande kruiden en mineralen die als geneesmiddel werden gebruikt. Met behulp van de tafels van Avicenna, waarin de Arabische namen van geneesmiddelen werden vermeld, deed hij, nadat hij die met behulp van een Turk had vertaald, rondvraag bij winkels en bij doktoren. De invoer van medicijnen en specerijen uit de Levant, een bloeiende tak van handel, was sinds de middeleeuwen gemonopoliseerd door Venetië. Belons missie zou voor de concurrentiepositie van Frankrijk van onschatbare waarde kunnen zijn als hij kon achterhalen waar de kostbare stoffen zonder tussenkomst van de Venetiërs verhandeld werden. Daarbij werd met name Lemnos als vindplaats van een belangrijk (bestanddeel van) een 'geneesmiddel tegen alles' genoemd, de zogenaamde terre sigillée (kaoliniet gekleurd door ijzeroxiden).

#### Lemnos, Athos, Siderocapsa en opnieuw Constantinopel

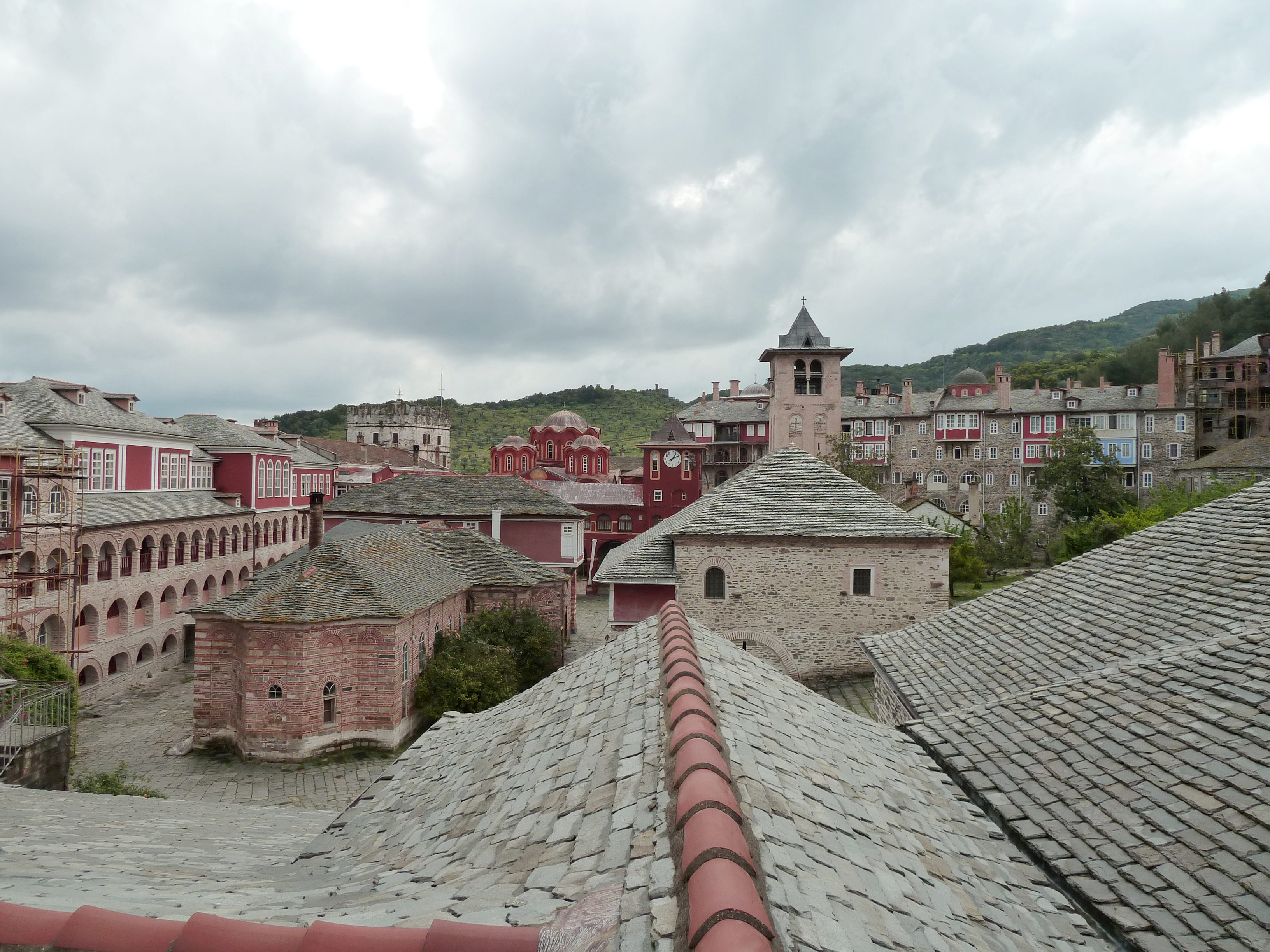
Vatopedi, een van de kloosters op Athos

Vanuit Constantinopel reisde hij dus naar Lemnos, waar hij hoorde dat de terre sigillée maar eens per jaar, op 6 augustus, gewonnen werd in een met rituelen omgeven ceremonie. Hij ging nog wel naar de omgeving van de vindplaats, maar mocht niet bij de mijn komen, die bovendien met aarde was toegedekt. Zijn reis ging verder naar Thasos, vanwaar hij na drie dagen naar de berg Athos voer. Van dat schiereiland benoemt hij vooral de ongeletterdheid van de zesduizend monniken die er leven; uit nood ging hij dan maar planten en vissen verzamelen. Hij deed er vervolgens twee dagen over om in Thessaloniki te komen, waar men in grote angst leefde voor de pest, die in Macedonië heerste. Belon trok er zich weinig van aan, en bezocht de goud- en zilvermijnen van Siderocapsa, op twee dagen reizen van Thessaloniki. Over de mijnen schrijft hij dat de werknemers er veel verschillende talen spreken (hij noemt Bulgaars en andere Slavische talen, Grieks, Turks en Albanees), en dat er zo'n vijf- tot zeshonderd smeltovens stonden. In de omgeving trof hij de 'Cotiledon' aan, ook wel 'Umbilicus Veneris' genoemd (Umbilicus rupestris), een plant die "nog nooit was afgebeeld," en daarom gaf hij er een afbeelding van. Na Siderocapsa stak Belon de Strymon over. Via Serres en Drama arriveerde hij, na nog eens twee dagen, bij de ruïnes van Philippi, en uiteindelijk in Kavala, waar hij drie dagen bleef omdat het logies er niets kostte. Hij vervolgde daarna zijn weg richting Constantinopel, bleef onderweg drie dagen in İpsala, en betaalde veergeld om de Maritsa over te steken. Begin augustus 1547 was Belon terug in Constantinopel.

#### Vertrek naar Egypte
Terug in Constantinopel kwam hij terecht in een machtsstrijd tussen D'Aramont en De Fumel. Die laatste wilde de positie van de eerste als speciaal ambassadeur overnemen, en bewerkte daartoe in stilte het Franse hof. In afwachting van het resultaat besloot De Fumel een reis naar het oosten te maken, waarvoor hij van Süleyman toestemming kreeg en zelfs een aantal soldaten en tolken om hem te begeleiden en hem veilig naar alle provincies van het Ottomaanse Rijk te brengen waar hij maar heen wilde. Voor Belon een uitgelezen kans om meer van de Levant te zien, en hij sloot zich bij het reisgezelschap aan. Het eerste reisdoel was Egypte. Het vertrek had plaats eind augustus 1547. Ze verbleven twee dagen in Gallipoli, waarbij Belon de kust verkende, en vervolgens wegens politiecontroles nog drie dagen in de Dardanellen, wat Belon gelegenheid gaf om de kastelen van Kilid-Bahr (Sestos) en Kalé-Sultanié (Abydos) te bezoeken. Daarvandaan reisden ze verder langs kaap Sigeion en tussen Tenedos en het vasteland door, waar de ruïnes van Troje liggen. Ze voeren langs Mytilene op Lesbos naar het volgende haltepunt, Chios, waar de mastiek vandaan komt, al genoemd en geprezen door Galenus. Daarna zeilden ze verder langs Ikaria en Samos, waarna Belon zijn hoed afnam toen hij in de verte Ios zag, waar volgens Plinius de laatste rustplaats van Homerus zou zijn. Langs Patmos, Lipsi, Farmakonisi, Leros, Kalymnos, Pserimos en Kos kwamen ze in de haven van Rodos. Ze bleven er een paar dagen, wat het Belon mogelijk maakte op excursie te gaan. De overtocht naar Egypte duurde vervolgens drie dagen.

#### Alexandrië en Caïro

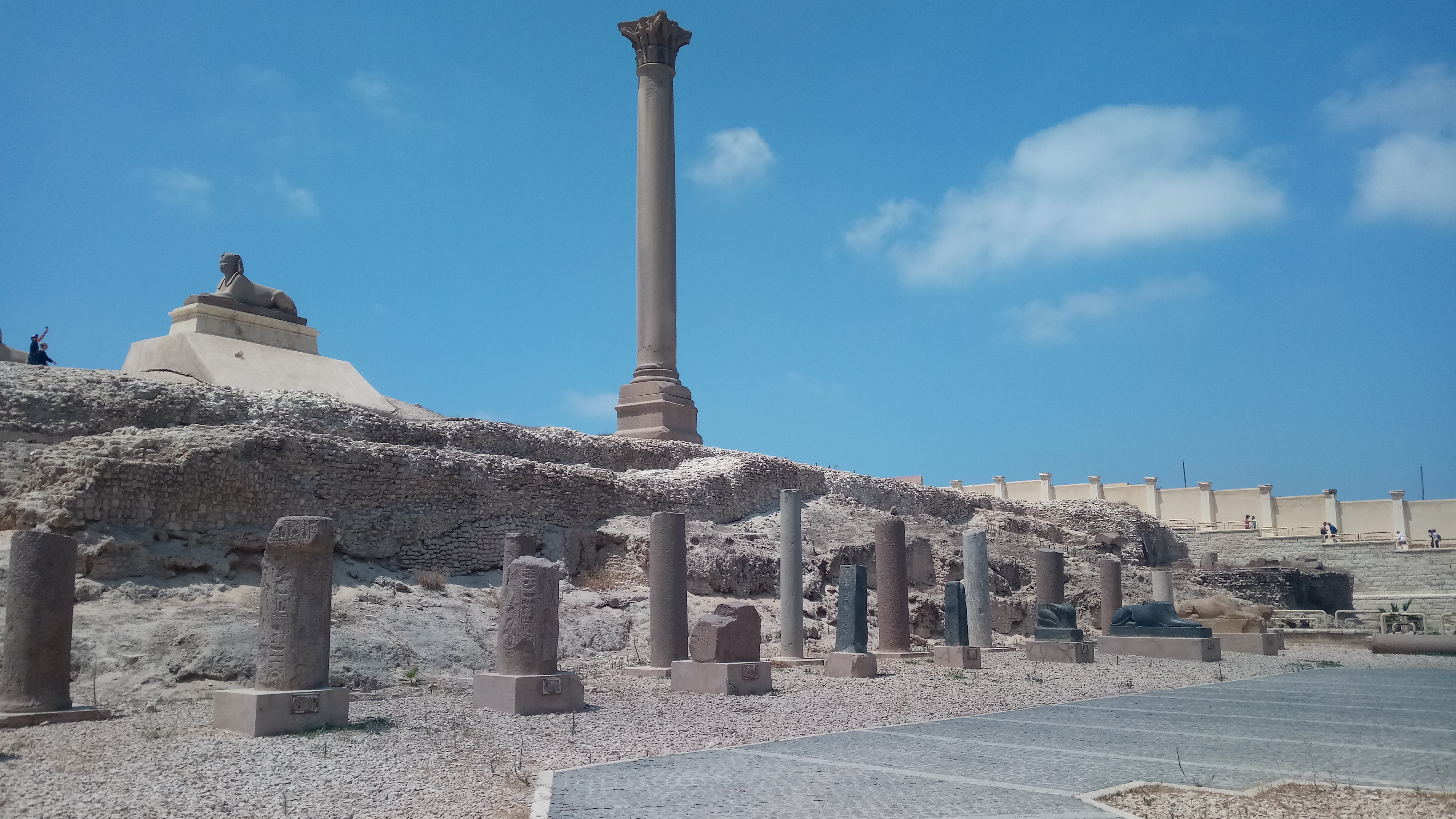
Zuil van Pompeius in Alexandrië

Ze legden aan in Alexandrië. Belon bekeek de Zuil van Pompeius en de Naald van Cleopatra. Hij bracht een beleefdheidsbezoek aan Benoît Badiolus uit Avignon, op dat moment consul van Frankrijk en Florence in Alexandrië. Deze toonde hem beeldjes, vazen, munten en papyri die in of bij mummies gevonden waren. Er was een plaats waar Egyptische ichneumons werden gehouden die men kon huren voor de bestrijding van ratten en slangen. Omdat de Nijl buiten haar oevers was getreden, kon het gezelschap niet over land naar Caïro. Ze voeren daarom de monding van de Nijl bij Rosetta op, en met kleinere schepen verder. Het duurde niet lang voor ze in Caïro aanmeerden. Ze mochten zonder gids per ezel de stad in. Belon beschrijft het gebruik door de Egyptenaren van verschillende plantensoorten, waaronder Nigella sativa, Peganum harmala, Colocasia esculenta, Balsamodendrum gileadense, bananen en suikerriet. Hij zag er voor het eerst een giraffe. In gezelschap van De Fumel reisde hij door naar Memphis, waar hij kans had om mummies te onderzoeken, opgegraven door Egyptenaren die erin handelden. De groep bezocht ook Gizeh, en trok nog verder naar Cyrenaica, waar Berenice bezocht werd. Terug in Caïro troffen ze voorbereidingen om naar de Sinaï te gaan.

#### Sinaï, Jeruzalem, Damascus, Aleppo
Na de Landengte van Suez overgestoken te zijn bezochten ze de berg Sinaï, en het Katharinaklooster. Bij El-Tor kwamen ze terug aan de kust van de Rode Zee, om daarna via Suez terug te keren naar Caïro. De tocht van Caïro naar de Sinaï en terug duurde twintig dagen. Van de twaalf paarden waarmee ze vertrokken, keerden er maar drie terug. Op 29 oktober 1547 vertrokken ze definitief uit Caïro, op weg naar Jeruzalem. Via Salhieh, Gaza en Ramla arriveerden ze daar op 8 november. Belon bezocht het dal van de Kidron en beklom de Olijfberg, daalde af naar de Jordaan en de Dode Zee, en bezocht Bethlehem en Hebron. Via Nablus, Nazareth en de oevers van het Meer van Tiberias reisden ze vervolgens in zes dagen door naar Damascus. Hij observeerde er de vele fruitbomen, en de manier waarop de druiven geteeld werden.
Van Damascus reisde het gezelschap over de Anti-Libanon naar de ruïnes van Baalbek. Via Homs en Hama bereikten ze Aleppo. In die stad was hij vooral geïnteresseerd in de vele oliën, harsen en gom (galbanum, opopanax, benzoë, duivelsdrek en de hars van Convolvulus scammonia) die daar met handelskaravanen arriveerden en onder meer naar Europese apotheken werden verscheept.

#### Van Aleppo terug naar Constantinopel

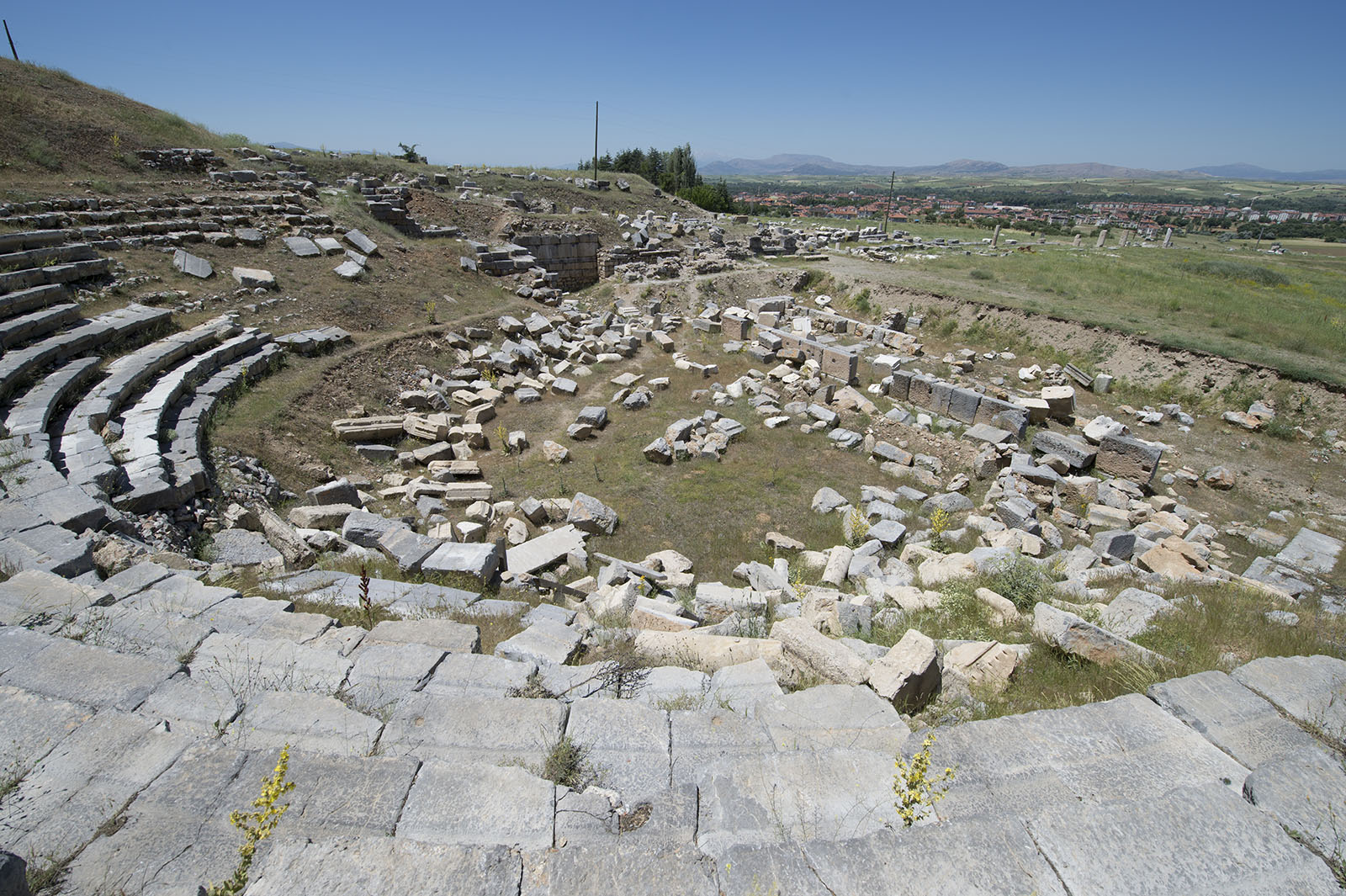
ruïnes van het theater in Antiochia in Pisidia

Voorbij Aleppo hadden ze regen. De reis ging nu naar Antiochië, en van daar door het Nurgebergte. Via de Golf van Iskenderun trokken ze langs de kust van Cilicië, staken de Pyramusrivier over en streken neer in Adana. Ze trokken de Taurus over, naar Konya en door Pamfylië naar Antiochia in Pisidia. Ze bleven de rest van de winter in Anatolië. De volgende lente reisden ze door Galatië naar Kütahya en naar Bursa en Nicomedia in Bithynië om in Constantinopel terug te keren.

#### Einde van de reis
Op 2 mei 1548 vertrok D'Aramont met Süleyman I naar Perzië, geëscorteerd door Pierre Gilles en André de Thevet. Belon heeft het eerste deel van de reis nog met ze gemaakt, want ze bezochten samen nog Libyssa (Gebze) en Tokat, waarna Belon terugkeerde. Een groot deel van het materiaal dat hij verzameld had zond hij met een schip (La Delphina) naar Frankrijk, maar het schip werd onderweg buitgemaakt door kapers. Zijn verzameling is daarbij verloren gegaan. Hij moet nog vrij lang in Constantinopel zijn gebleven wat het was pas in 1549 dat hij uiteindelijk per schip via Gallipoli vertrok. Hij reisde vermoedelijk met een Venetiaans schip, maar onzeker is waar hij van boord ging. Aangezien hij in twee werken die in 1553 uitkwamen verschillende waarnemingen noemt die hij aan de Adriatische kust van Italië heeft gedaan, lijkt het waarschijnlijk dat hij nog heeft gereisd door Apulië, en ook Lanciano, Ancona, L'Aquila en Spoleto heeft bezocht. Vermoedelijk keerde hij in de loop van 1549 in Frankrijk terug.
Belon was nieuwsgierig naar alles. Zijn reis stelde hem in staat om een groot aantal observaties over de natuurlijke historie, de archeologie, en tevens de gebruiken van de bewoners te rapporteren. Zo was hij onder meer geïnteresseerd in het procedé bij het mummificeren van lichamen door de Egyptenaren, en in het gebruik van opium door de Turken.
Zijn reis was een van de eerste natuurhistorische reizen in de geschiedenis. Hij stopte daarbij op de Griekse eilanden, op zoek naar de planten die door Dioscorides beschreven waren, zocht in Constantinopel naar klassieke medicamenten, bezocht aan alle kusten de vissers om zich over de door hen gevangen soorten te laten informeren, en zocht op het platteland zelf naar kruiden, struiken en landbouwgewassen die in Frankrijk vreemd waren.

### Rome
Vanaf eind 1549 bezocht hij Rome, in het gezelschap van kardinaal De Tournon, die daar was voor het conclaaf dat volgde op de dood van Paus Paulus III. Hij ontmoette er ook de zoölogen Guillaume Rondelet, net als hij in dienst van De Tournon, en Ippolito Salviani, die hem over hun werk aan vissen verslag deden. Het conclaaf eindigde op 7 februari 1550 met de verkiezing van paus Julius III. Onder de nieuwe koning waren in Frankrijk de politieke verhoudingen veranderd. De Tournon had er tegenstanders, onder meer Anne de Montmorency, die hem liever uit de buurt hielden, en zo kreeg hij orders om in Italië de Franse belangen te blijven dienen. Belon verliet daarop Rome en De Tournon, en keerde terug naar Frankrijk.

### Na de reis
In 1550 keerde Belon terug in Frankrijk, waar hem door koning Hendrik II in een officieel en door hemzelf ondertekend document een uitkering van zeshonderd livre werd toegekend, waarmee hij zijn wetenschappelijk werk kon voortzetten. Dat werk betrof met name het acclimatiseren van exotische planten die bruikbare producten opleverden. Dat pensioen is overigens nooit uitgekeerd, zodat Belon zijn hele leven arm bleef. In 1549 verscheen intussen zijn eerste publicatie, een samenvatting en bewerking van De historia stirpium van Leonhart Fuchs. Belons bewerking werd later in het Spaans vertaald. In de zomer van 1550 bezocht Belon Londen, Canterbury en Oxford. Vervolgens zette hij zich aan het schrijven. In de periode 1551–1555 verschenen er zes werken van zijn hand, waaronder in 1554 het verslag van de reis naar de Levant: Les observations de plusieurs singularitez, etc. In 1551 verbleef hij in de kring van humanisten en de dichtersgroep La Pléiade rond Jean de Brinon, en bracht met hen de zomer door in Médan. In 1553 verhuisde hij met een nieuwe beschermheer, François de Scépeaux, Maréchal de Vieilleville, naar Metz. Op 16 maart 1555 werd hij bij een excursie vanuit die stad tussen Toul en Pont-à-Mousson door Spanjaarden of Bourgondische soldaten gearresteerd en meegevoerd naar Thionville, waar hij gevangen werd gezet in opdracht van Jean de Heu, heer van Blettange en Montigny. Een bewonderaar van de dichter Pierre de Ronsard, met wie Belon via La Pléiade bevriend was, bewerkstelligde zijn vrijlating door hem een fors losgeld voor te schieten.
Mogelijk vanaf 1555, in elk geval vanaf 1557 zette hij met tussenpozen zijn studie geneeskunde aan de medische faculteit van Parijs voort. Na enkele examens gemist te hebben 'vanwege werkzaamheden voor de koning' haalde hij op 28 mei 1560 uiteindelijk zijn licence (vergelijkbaar met een Belgisch licentiaat en een Nederlands doctoraal). Hij heeft zijn studie daarna niet voortgezet om doctor te worden.

### Derde reis
In 1557 maakte Belon nog een reis naar Italië, de Savoye, de Dauphiné, Auvergne en Zwitserland, waar hij in april in Zürich bij Conrad Gesner verbleef. En in elk geval in de zomer van 1558 was hij nogmaals in Italië, waar hij diverse botanische tuinen bezocht, en onder meer de gast was van Andrea Cesalpino.

### Laatste jaren en overlijden
Als Belon na 1550 in Parijs was, woonde hij in de abdij van Saint-Germain-des-Prés, die onder beheer van François de Tournon viel. Zelf van eenvoudige afkomst, was hij altijd afhankelijk van beschermheren, vrienden en geldschieters. Die raakte hij een voor een kwijt. René du Bellay overleed al in 1546, D'Aramont in 1554, Pierre Gilles in 1555, Guillaume Duprat in 1560, en De Fumel werd op 22 november 1562 op zijn eigen landgoed vermoord. Op 22 april 1562 overleed ook François de Tournon, waarna Belon zijn onderkomen in de abdij kwijtraakte. Karel IX, inmiddels Koning van Frankrijk, stelde hem daarna woonruimte ter beschikking in het Kasteel van Madrid in het Bois de Boulogne. Belon hield er zich onder meer bezig met het vertalen van de werken van Dioscorides en Theophrastus, totdat hij in april 1564 of 1565 werd vermoord, mogelijk door een struikrover, terwijl hij van Parijs naar huis onderweg was door het Bois de Boulogne. De omstandigheden van zijn dood zijn nooit opgehelderd.

## Geheim agent
Hoewel Belon uitsluitend herinnerd wordt als natuurhistoricus en ontdekkingsreiziger, is Benoît Léthenet ervan overtuigd dat zijn natuurhistorisch werk tijdens zijn leven een dekmantel was voor een rol als geheim agent, vooral op het gebied van de recent ontstane Reformatie, en van zijn reis naar Constantinopel weet men niet zeker of die uitsluitend botanisch van aard was. Léthenet is niet de enige die deze waarneming doet. Monica Barsi ging hem al voor. Belon was kind aan huis aan het Franse hof in de tijd van Frans I, Hendrik II en Karel IX, en overal waar hij kwam bezocht hij de residenties van de plaatselijke regenten en de ambassades. Zijn uitgebreide reizen en de vele bezoeken zouden onmogelijk geweest zijn zonder politieke bescherming en de ondersteuning door invloedrijke personen die hem aanbevelingsbrieven meegaven. Volgens Léthenet was Belon daarbij geen opzichzelfstaand geval. Ulrich Geiger, Johann Winter von Andernach, Johannes Sturm en Johannes Sleidanus opereerden in hetzelfde milieu. Zijn rol als arts/apotheker van François de Scépeaux zou niets meer zijn geweest dan een dekmantel om te verkennen langs welke wegen een artillerie het beste Thionville kon bereiken.

## Bijdragen aan de wetenschap

### Zeedieren
Hij publiceerde opmerkelijke studies over zeedieren: L'histoire naturelle des estranges poissons marins, in 1551, en La nature et diversité des poissons, in 1555. Onder de term "poisson" (vis) vallen hier alle zeedieren: van walvissen tot zeeleeuwen, kreeftachtigen tot anemonen, inclusief het nijlpaard en de otters. Het lijkt waarschijnlijk dat hij hier alle dieren behandelde die door de Rooms-Katholieke Kerk als consumeerbaar werden beschouwd op zogenaamde magere dagen, maar deze hypothese verklaart niet waarom hij zelfs de kameleons noemde. Niettemin deed hij hier een poging tot een begin van een classificatie, in het bijzonder door de echte vissen onder te verdelen op basis van anatomische kenmerken: een kraakbeen- of een botskelet, eier- of levendbarend. Terugblikkend is zijn classificatie beter dan die van Guillaume Rondelet, drie jaar later. Belon beschreef als eerste in Europa veel dieren die toen nog onbekend waren. Daaronder ongeveer 110 vissoorten.

### Vogels

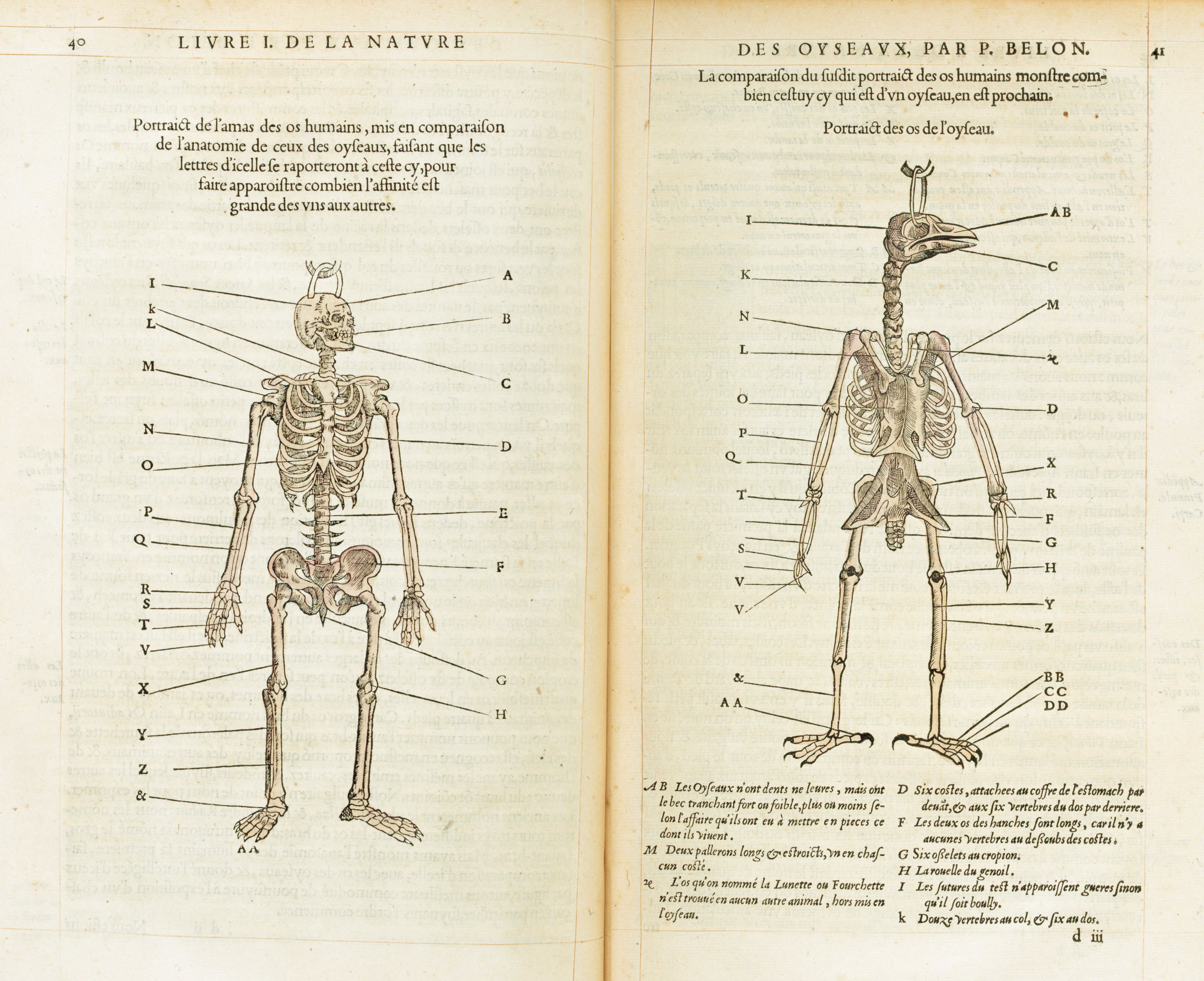
Pagina 40 en 41 uit L'histoire de la nature des oyseaux, waarin een menselijk skelet wordt vergeleken met dat van een vogel

Zijn L'histoire de la nature des oyseaux, uitgebracht in 1555, wordt als een uitmuntend werk beschouwd. In deze verhandeling van 381 pagina's beschreef hij alle vogels die hij kende. Het groepeerde ze op basis van hun gedrag en hun anatomie: roofvogels, watervogels, alleseters, kleine vogels, op hun beurt onderverdeeld in insecteneters en zaadeters. Het werk telt 14 gravures. Belon kende minder talen dan Conrad Gessner, maar hij was een veel beter waarnemer. Dat blijkt met name door zijn observaties in de natuur. Zijn anatomische beschrijvingen zijn duidelijk het resultaat van talrijke dissecties. Hij vergeleek snavels en klauwen, en probeerde dieren te groeperen op basis van overeenkomende anatomische kenmerken. Hij vergeleek het skelet van een mens met dat van een vogel, wat als een van de eerste pogingen tot een vergelijkende anatomie moet worden gezien. Dit idee werd pas een paar honderd jaar later opnieuw opgepakt door Félix Vicq d'Azir en Étienne Geoffroy Saint-Hilaire. Belon zelf maakte weinig gebruik van zijn observaties over de overeenkomsten tussen deze twee skeletten, en trok geen praktische conclusies. Daarnaast maakte hij opvallende fouten, zoals het classificeren van vleermuizen als vogels.
Zijn boek werd in de volgende eeuwen vele malen geprezen, maar werd door zijn tijdgenoten bijna genegeerd omdat in hetzelfde jaar Conrad Gessners Historia animalium verscheen. Bij sommige soorten valt de beschrijving niet samen met de illustratie, wat latere lezers in verwarring bracht.
Zijn tweede boek over vogels is Pourtraicts d'oyseaux, verschenen in Parijs in 1557. Het bevat 174 gravures, waarvan de meeste gemaakt zijn op basis van Belons eigen tekeningen.

### Planten
Belon was ook geïnteresseerd in plantkunde en was in het bijzonder een pleitbezorger voor het acclimatiseren van exotische planten. Hij rapporteerde al in 1558 over ceders die in Frankrijk uit zaad waren opgekweekt, 176 jaar eerder dan de ceder die in 1734 door Bernard de Jussieu is aangeplant in de Jardin des Plantes in Parijs, en waarvan nog door velen wordt aangenomen dat het de eerste in Frankrijk was. In 1553 publiceerde hij een verhandeling over coniferen en andere groenblijvende planten (De arboribus coniferis, resiniferis, aliisque, nonnullis sempiterna fronde virentibus), een van de eerste verhandelingen over deze planten. In 1558 hield hij in Les remonstrances sur le défault du labour et culture des plantes et de la cognoissance d'icelles een pleidooi voor de acclimatisatie van exotische planten; hij was de eerste in Frankrijk die platanen zaaide. Men schrijft aan hem de introductie in Frankrijk toe van de judasboom, de kurkeik, de pistache, de libanonceder, de jujube, de Italiaanse cipres en de mirte. In zijn beschrijvingen van de planten besteedde hij veel aandacht aan hun geneeskrachtige eigenschappen, ongetwijfeld beïnvloed door zijn kennis als apotheker. Hij was de eerste die veel planten uit het Midden-Oosten noemde, zoals Platanus orientalis, Umbilicus pendulinus, Acacia vera, Caucalis orientalis, Lawsonia inermis etc. Hij volgde met belangstelling de acclimatisatie van een Anatolische plataan op het landgoed van Touvoie, die pas veel later slaagde toen Buffon er een in de koninklijke tuinen had laten planten.

## Publicaties
- 1549 Histoire des plantes de M. Leonhart Fuschsius, avec les noms Grecs, Latins, & Francoys; Parijs; een vertaling en samenvatting van De historia stirpium van Leonhart Fuchs
- 1551 L'histoire naturelle des estranges poissons marins, avec la vraie peincture et description du Daulphin, et de plusieurs autres de son espèce observée par Pierre Belon du Mans; Parijs
- 1553 De admirabili operum antiquorum et rerum suspiciendarum praestantia Liber primus. De medicato funere, seu cadavere condito et lugubri defunctorum ejulatione. Liber secundus. De medicamentis nonnullis, servandi cadaveris vim obtinentibus. Liber tertius; Parijs
- 1553 De arboribus coniferis resiniferis, aliis quoque nonnullis sempiterna fronde virentibus; Parijs (scan met titelpagina en index op Biblioteca Europea di Informazione e Cultura)
- 1553 De aquatilibus libri duo cum iconibus ad vivam ipsorum effigiem quoad ejus fieri potuit expressis; Parijs
- 1554 Les observations de plusieurs singularitez et choses mémorables trouvées en Grèce, Asie, Judée, Égypte, Arabie et autres pays estranges; Parijs
- 1555 L'histoire de la nature des oyseaux, avec leurs descriptions et naïfs portraicts retirez du naturel; Parijs
- 1555 La nature et diversité des poissons, avec leurs pourtraictz représentez au plus près du naturel; Parijs; een vertaling in het Frans van De aquatilibus libri duo (1553)
- 1557 Portraicts d'oyseaux, animaux, serpens, herbes, arbres, hommes et femmes d'Arabie et d'Égypte observez par P. Belon du Mans, le tout enrichi de quatrains pour la plus facile cognoissance des Oyseaux et autres portraicts, plus y est adjousté la Carte du Mont Attos et du Mont Sinay pour l'intelligence de leur religion; Parijs
- 1558 Les remonstrances sur le défault du labour et culture des plantes, et de la cognoissance d'icelles, contenant la maniere d'affranchir et apprivoiser les arbres sauvages; Parijs
- s.d. La Cronique de Pierre Belon, du Mans, médecin, au roy Charles neufyesme de ce nom. Bibliothèque de l'Arsenal, Parijs, MS. 4651; handgeschreven kopie (door François Duchesne) van het door Belon nagelaten manuscript van een kroniek van zijn leven.

## Eerbewijzen
- Charles Plumier vernoemde hem in het plantengeslacht Bellonia, een naam die later door Linnaeus werd overgenomen (nu in de familie Gesneriaceae).
- In 1891[noot 21][47] werd in Cérans-Foulletourte een standbeeld van hem opgericht, vervaardigd door Anaïs Loriot. Het werd in 1942 door de Duitsers geconfisqueerd en omgesmolten, waarna er in 1992 een nieuw exemplaar, naar voorbeeld van het oude, werd teruggeplaatst.[48]

- Biblioteca Nacional de España: XX1426010
- Bibliothèque nationale de France: cb11993425w (data)
- Gemeinsame Normdatei: 118120646
- International Standard Name Identifier: 0000 0001 1150 910X
- Library of Congress Control Number: n84133488
- Nationale Bibliotheek van Letland: 000290097
- Nationale Bibliotheek van Tsjechië: ola2008459840
- Nationale Bibliotheek van Israël: 987007258470405171
- Nederlandse Thesaurus van Auteursnamen: 070263914
- Istituto Centrale per il Catalogo Unico: VIAV095900
- LIBRIS: 170614
- SNAC: w64j3dpn
- Système universitaire de documentation: 028013379
- TDVİA: belon-pierre
- Trove: 1058643
- Virtual International Authority File: 12291805
- WorldCat: E39PBJpyrHhC3KPY3V4Qb8hJXd